# Ggeell
Ggeell è il terzo singolo estratto dall'album Sguardo contemporaneo di Bugo, pubblicato nell'aprile del 2006 da Universal.
Come in molte altre canzoni di Bugo, il tema è la paradossalità del vivere contemporaneo, in questo caso la follia nel cercare disperatamente il gel smarrito.
Nel 2011 la canzone Ggeell verrà inclusa nella colonna sonora del film Missione di pace di Francesco Lagi (Rai Cinema, 2011), film del quale Bugo ha curato l'intera colonna sonora.

## Video musicale
Il regista Diego Lazzarin ha realizzato un videoclip in cui un Bugo-pupazzo cerca disperatamente il suo gel per capelli, mentre gli amici lo stanno aspettando per uscire insieme.

## Curiosità
-Durante i concerti dal vivo, spesso dal pubblico compare una vera confezione di gel che viene lanciata a Bugo, il quale solitamente se ne sparge una quantità sui capelli.
-Per tutto il tour 2016/2017 la canzone viene suonata unita a Bollicine di Vasco Rossi. 